# Канаев, Байтик
Байтик Канаев или Байтик-баатыр (кирг. Байтик Канай уулу; 1823, Чуйская долина — 1886, там же) — кыргызский политический деятель XIX века, активный защитник интересов кыргызского народа, один из инициаторов вхождения кыргызов в состав Российской империи.

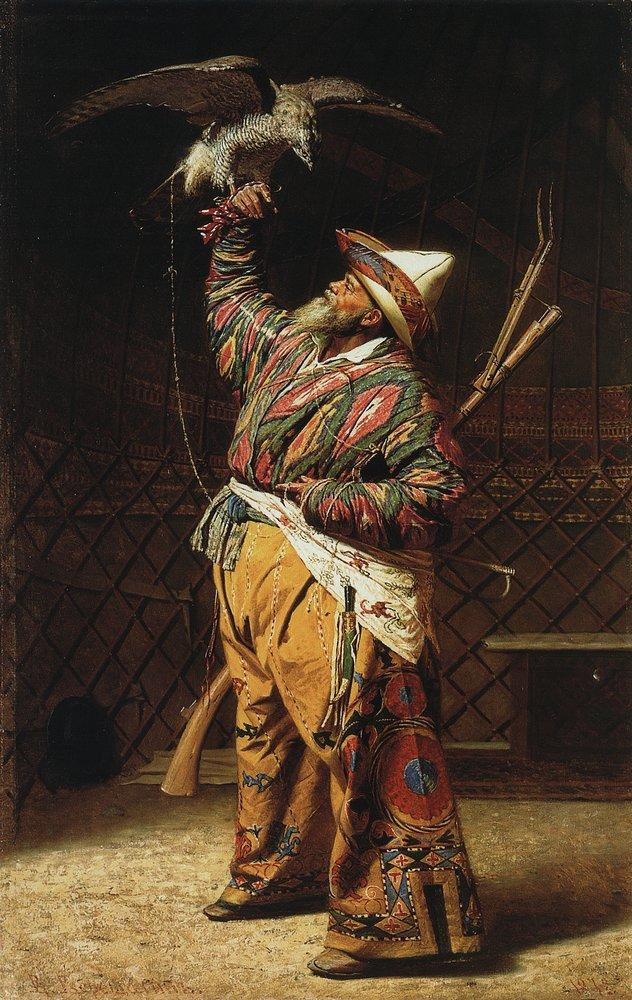
В. В. Верещагин. «Богатый киргизский охотник с соколом». 1871. Государственная Третьяковская галерея

## Биография
Сын предводителя племени солто Канай-баатыра. Воспитан в традициях ислама.
В 1862 году возглавил вооружённое восстание против гнёта Кокандского ханства, которое завершилось убийством кокандского наместника Рахматуллы и его 60 сарбазов и стало началом освобождения северных киргизов от кокандских ханов, вступления их в новые политические реалии, определившие судьбу народа на века вперёд.
Представитель кочевой интеллигенции, неплохо говоривший на русском языке, в 1866 году от имени племен солто, сарыбагыш, саяков и других ездил в Москву и Санкт-Петербург, с прошением о вхождении киргизов в состав Российской империи. В российских столицах ему был присвоен чин капитана российской армии, он был награждён большой золотой медалью для ношения на шее на Анненской ленте и орденом Станислава III степени.
Непримиримый враг Кокандского ханства и друг России, Байтик-баатыр во время Туркестанских походов встретился с художником В. В. Верещагиным, который написал картину «Богатый киргизский охотник с соколом» с его изображением.
Скончался 5 февраля 1886 года, похоронен при родовом селе (ныне — Аламудунский район Чуйской области Кыргызстана).

## Память
- В столице Кыргызстана одна из главных улиц названа его именем.
- Село рядом с родовым кладбищем потомков Канай-баатыра носит его имя.
- Гора рядом с его ставкой также называется Байтик-басполтогу.